# Transsahariska slavhandeln

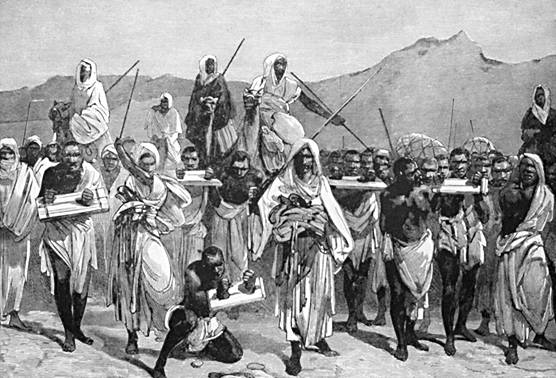
En arabisk slavkaravan genom Sahara. Gravyr från 1800-talet.

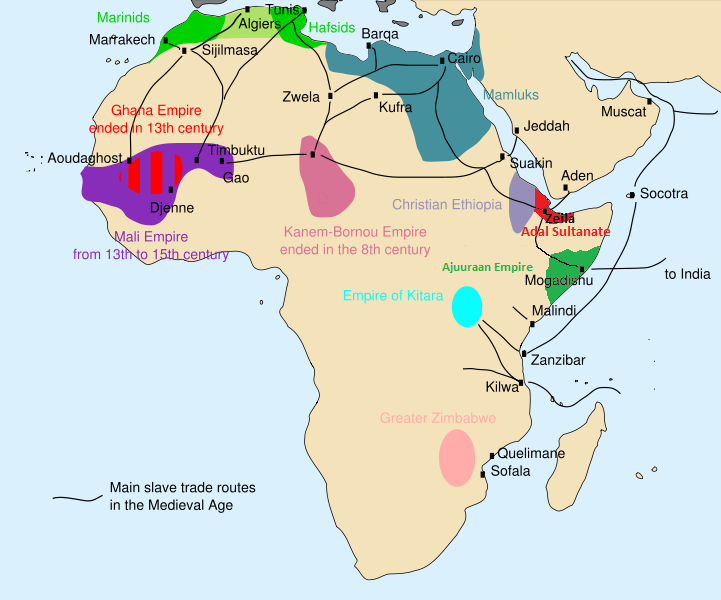
Afrikansk slavhandel.

Den Transsahariska slavhandeln syftar på den slavhandel som sedan forntiden pågick över Saharaöknen till Medelhavsområdet från Afrika söder om Sahara. Denna är belagd från forntiden, och utgjorde en substantiell del av Transsaharahandeln. 
Slavhandeln pågick öppet till kolonialtiden på 1800-talet, då den officiellt började bekämpas under ledning av Västvärlden, förbjöds formellt i början av 1900-talet men fortsatte i praktiken till åtminstone andra världskriget. På 2000-talet återupptogs slavhandeln i Libyen.

## Historik

### Forntiden och antiken
Under forntiden förekom en handel av svarta slavar från Afrika söder om Sahara till Fornegypten. På 500-talet f.Kr. beskrev Herodotus hur libyerna tillfångatog och förslavade människor från Etiopien.
Det var genom Transsahariska slavhandeln som afrikanska slavar transporterades till romarriket. Den antika garamantiska karavanvägen mellan Tripolitanien vid Medelhavet och Lake Chad söder om Sahara transporterade cirkusdjur, cabochonstenar, guld, råmaterial för matprocessande och parfymtillverkning, och även slavar: den transsahariska slavhandeln var dock blygsam under antiken och afrikanska slavar var få i romarriket, där de uppfattades som exotiska lyxvaror.

### Medeltiden till 1900
Under medeltiden fortsatte handeln med icke muslimska afrikaner till det muslimska medelhavsområdet över Sahara. Den tidigare blygsamma handeln över Sahara expanderade på allvar efter den arabiska-islamiska erövringen av Nordafrika i slutet av 600-talet. 
Denna handel fortsatte till in på 1900-talet. 
Slavhandeln gick inte enbart från Afrika söder om Sahara till Mellanöstern: vissa slavar importerades även från andra hållet. Al-Maqrizi beskrev hur adelsmän ur Mansa Musas pilgrimsfärd 1324 tog med sig turkiska och etiopiska slavflickor tillbaka, Ibn Battuta uppgav på 1350-talet att en emir vid Nigerfloden ägde en arabflicka från Damaskus; under 1500-talet importerade Bornu turkiska musketöter, och på 1600-talet köpte Borno europeiska slavar från Tripoli i Libyen.

### Efter 1900
Efter den europeiska kolonisationen av Afrika på 1800-talet nedpressades slavhandeln betydligt, men upphörde aldrig helt. 
I 1936 års rapport till Advisory Committee of Experts on Slavery meddelade fransmän, britter och italienare att de alla övervakade vattenkällorna längs karavanvägarna i Sahara för att motarbeta transsahariska slavhandeln från Nigeria.
Både Spanien och Frankrike uppgav 1937 till Advisory Committee of Experts on Slavery att de aktivt motarbetade slavräderna från den transsahariska slavhandeln, och 1938 rapporterade Frankrike att de hade full kontroll över gränsområdena mellan Marocko och Algeriet och effektivt förhindrade slavräder i området.
Slavhandeln av icke muslimska afrikaner från Södra Sudan till det muslimska och arabiska norra Sudan pågick in på 2000-talet. 
År 2017 uppkom rapporter om att flyktingar och emigranter från Afrika söder om Sahara kvarhölls i Libyen, där de såldes som slavar.